# Guerra anglo-zanzibariana
La guerra anglo-zanzibariana fue un conflicto militar entre Reino Unido y Zanzíbar el 27 de agosto de 1896, que duró 38 minutos, algunos dicen que llegó a prolongarse hasta los 45, por lo que es considerada la guerra más corta en la historia. La guerra se desencadenó después de la muerte del sultán Hamad ibn Thuwaini el 25 de agosto, quien estaba dispuesto a cooperar con la administración colonial británica y la posterior llegada de su primo Khalid ibn Barghash al poder mediante un golpe de Estado. Debido a que los británicos favorecían a otro candidato, Hamud ibn Muhammad, con quien creían que era más fácil colaborar, ordenaron a Barghash abdicar. Conforme a un tratado firmado en 1886, una condición para la ascensión al sultanato era que el candidato tuviese la autorización del cónsul británico y Khalid no había cumplido ese requisito. Los británicos consideraron esto un casus belli y enviaron un ultimátum a Khalid que exigía que ordenase a sus tropas dejar el palacio. En respuesta, Barghash movilizó a su guardia de palacio y montó una barricada en su interior.
El ultimátum expiró a las 09:00 hora local del 27 de agosto, cuando los británicos ya tenían reunidos dos cruceros, tres buques de guerra, 150 fusileros navales y marinos y 900 zanzibaríes en el área portuaria. El contingente de la Marina Real Británica estuvo bajo el mando del contralmirante Harry Rawson, mientras que sus zanzibaríes fueron comandados por el general de brigada Lloyd Mathews del ejército nacional. Mientras, del otro bando, cerca de 2800 zanzibaríes defendieron el palacio; la mayor parte reclutados de la población civil, aunque también se incluyó la guardia de palacio del sultán y varios cientos de empleados y esclavos. Los defensores poseían varias piezas de artillería y ametralladoras que fueron colocadas frente al palacio, a la vista de los navíos británicos. Un bombardeo, que se inició a las 09:02, incendió el palacio y neutralizó la artillería de defensa. Más tarde, los británicos llevaron a cabo una pequeña acción naval tras el hundimiento de un yate real zanzibarí y dos barcos más pequeños. Algunos disparos fueron realizados inútilmente contra las tropas de zanzibaríes probritánicas, a medida que estas se acercaban a un enfrentamiento directo. La bandera del palacio fue abatida y el fuego cesó a las 09:40.
Entre las fuerzas del sultán se computaban aproximadamente 500 bajas, mientras que solo un marinero británico resultó herido. Khalid recibió asilo político en el consulado alemán antes de escapar al África Oriental Alemana y los británicos pusieron a Hamud en el poder en un gobierno títere. La guerra supuso el fin de Zanzíbar como Estado soberano y el inicio de una fuerte influencia británica.

## Precedentes

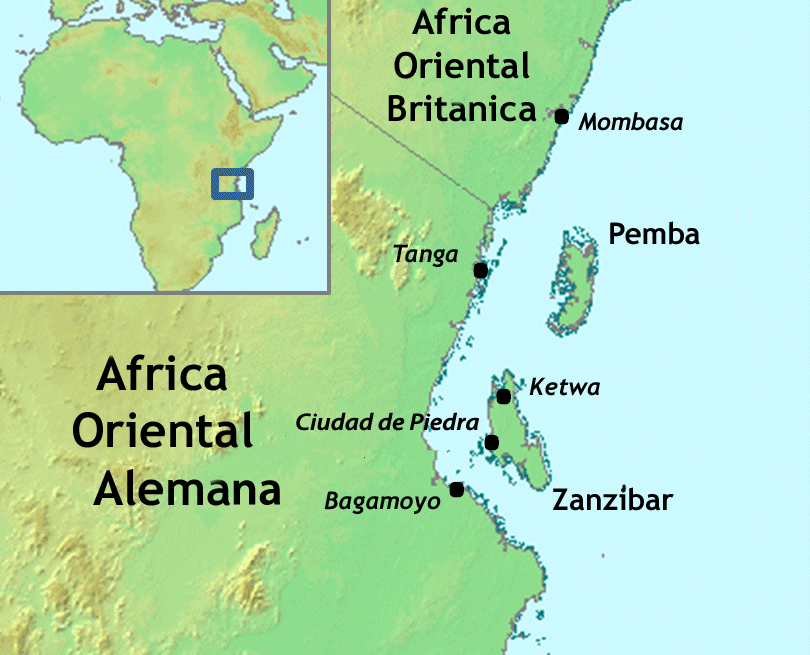
Zanzíbar y África.

Zanzíbar era un país insular en el océano Índico, cerca de la costa de Tanganica, que actualmente forma parte de Tanzania. La isla había estado bajo el control nominal de los sultanes de Omán desde 1698, cuando expulsaron a los portugueses que estaban allí desde 1499. El sultán Majid bin Said de Zanzíbar declaró la isla independiente de Omán en 1858, lo cual fue reconocido por el Reino Unido. Los siguientes sultanes establecieron la capital y la sede del gobierno en la ciudad de piedra de Zanzíbar, donde se construyó un complejo palaciego frente al mar compuesto por un palacio, un harén anexo (Beit al-Hukm) y un palacio ceremonial conocido como «Casa de las Maravillas» (Beit al-Hajaib). Los tres edificios principales del complejo estaban unidos unos con otros y conectados por puentes cubiertos de madera por encima de las calles. Se cree que la Casa de las Maravillas fue el primer edificio del África oriental que tuvo electricidad. Este complejo fue construido, en su mayor parte, de madera local y no se proyectó ninguna estructura de defensa.
El Reino Unido había tenido un largo periodo de relaciones con la nación y había reconocido la soberanía de la isla y a su sultanato en 1886. Como resultado, los británicos tuvieron relaciones cordiales con el país y sus gobernantes. Sin embargo, el Imperio alemán también estaba interesado en el África oriental y las dos grandes potencias habían competido por el control de los derechos de comercio y el territorio de la zona durante el s. XIX. De este modo, el sultán Khalifah ibn Said de Zanzíbar reconoció a los alemanes el derecho sobre las tierras de Tanganica y a los británicos sobre las de Kenia, mediante un proceso que culminó con la prohibición de la esclavitud en estas tierras. Muchas de las clases árabes dominantes se preocuparon por el cese de este valioso comercio y se produjo una cierta inestabilidad. Además, las autoridades alemanas en Tanganica se negaron a alzar la bandera del sultanato de Zanzíbar, lo que llevó a enfrentamientos armados entre las tropas alemanas y la población local. Uno de ellos, en Tanga le costó la vida a 20 árabes.
Khalifah envió tropas zanzibaríes, lideradas por el general Lloyd Mathews, un antiguo teniente de la marina británica para restaurar el orden en aquel territorio. La operación fue un éxito, pero continuó habiendo un fuerte sentimiento antialemán entre la población. También estallaron conflictos en Bagamoyo, donde 150 nativos fueron asesinados por las fuerzas militares alemanas y en Ketwa, donde funcionarios alemanes y sus criados fueron asesinados. El sultán concedió generosos derechos de comercio a la Compañía Británica de África Oriental que, con ayuda alemana, realizó un bloqueo naval para impedir el continuo comercio interior de esclavos. Tras la muerte de Khalifah en 1890, Alí ibn Said de Zanzíbar ascendió al trono, prohibió el comercio interior de esclavos (aunque no así su propiedad), declaró a Zanzíbar un protectorado británico y nombró a un primer ministro británico para liderar su gabinete. Asimismo, se le garantizó al Reino Unido el derecho de veto sobre el futuro nombramiento de sultanes.
El año de la llegada al trono de Ali también fue el año de la firma del Tratado de Heligoland-Zanzíbar entre Reino Unido y Alemania. Este tratado marcó oficialmente las esferas de intereses en el África Oriental y Alemania cedió los derechos en Zanzíbar al Reino Unido. Esto le aseguró al gobierno británico más influencia en Zanzíbar, influencia que pensaba utilizar para erradicar la esclavitud local, objetivo que tenía desde 1804.
El sucesor de Alí fue Hamad ibn Thuwaini de Zanzíbar, que se convirtió en sultán en 1893. Hamad mantuvo una estrecha relación con los británicos, pero hubo desacuerdos entre ellos debido al creciente control británico del país; al ejército, liderado por el Reino Unido, y a la abolición del valioso comercio de esclavos. Para controlar estas divergencias, las autoridades británicas autorizaron al sultán a crear una guardia de palacio zanzibarí de mil hombres, pero estos tuvieron enseguida enfrentamientos con la policía, gobernada por los británicos. Asimismo, también hubo protestas de parte de los europeos residentes en la capital hacia los guardias de palacio.

## 25 de agosto

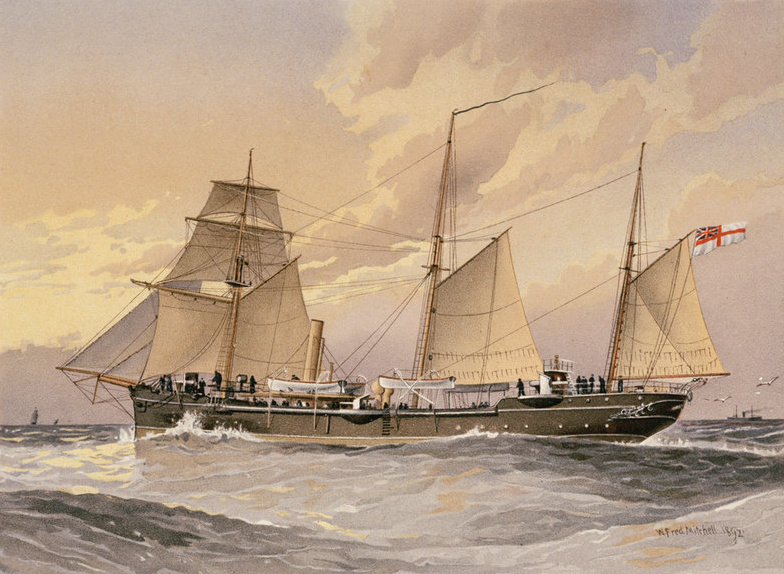
HMS Thrush por William Frederick Mitchell (1890).

El sultán falleció súbitamente a las 11:40 el 25 de agosto de 1896. Su sobrino de 29 años, Khalid ibn Barghash de Zanzíbar, sospechoso para alguno de haberlo asesinado, se mudó al complejo palaciego de la capital sin la aprobación británica, violando así el tratado acordado por Alí. El gobierno británico prefirió al candidato alternativo, Hamud ibn Muhammad, que les era más favorable. El cónsul y agente diplomático Basil Cave y el general Mathews avisaron, pues, al sultán para que pensara cuidadosamente sus acciones. Esta maniobra había tenido éxito hacía tres años cuando Khalid intentó reivindicar el sultanato tras la muerte de Alí y el cónsul general británico, Rennell Rodds, lo persuadió sobre los riesgos que podía acarrear esa acción.
Khalid ignoró el aviso de Cave y sus tropas empezaron a aglutinarse en la plaza de Palacio bajo el mando del capitán Saleh, de la guardia de palacio. Al final del día, sumaban 2800 hombres armados con fusiles y mosquetes. La mayoría eran civiles, pero también había 700 askaris zanzabaríes, que se pusieron de parte de Khalid. La artillería del sultán estaba compuesta por varias ametralladoras Maxim y una Gatling, un cañón de bronce del s. XVII y doce piezas de artillería de campo que habían sido un regalo del emperador Guillermo II de Alemania al sultán. Estas armas apuntaban a los navíos británicos que estaban en el puerto. Las tropas del sultán también tomaron posesión de la marina zanzibarí, formada por una corbeta de madera, el HHS Glasgow, construido inicialmente como un yate real para el sultán en 1878, basándose en la fragata británica HMS Glasgow.
Mathews y Cave también empezaron a unir sus fuerzas. Tenían en un principio 900 askaris zanzibaríes bajo el mando del teniente Arthur Edward Harington Raikes del regimiento Wiltshire, que había sido transferido al ejército de Zanzíbar y tenía el rango de brigadier general. Marineros y fusileros navales, que sumaban 150 hombres, desembarcaron del crucero protegido de clase Pearl HMS Philomel y del cañonero HMS Thrush que estaban anclados en el puerto. El contingente naval, bajo el mando del capitán O'Callaghan, llegó a la costa quince minutos después tras ser requerido para lidiar con cualquier confusión causada por la población. Un contingente menor de marineros, bajo el mando del teniente Watson del Thrush, llegó a tierra para proteger el consulado británico a donde fueron llamados los ciudadanos británicos para que los protegieran. El HMS Sparrow, otro cañonero, entró en el puerto y se ancló en el lado opuesto al palacio, junto al Thrush.
Los diplomáticos británicos manifestaron algunas preocupaciones sobre la lealtad de los askaris de Raikes, pero estos demostraron ser tropas estables y profesionales debido a la buena formación militar y a diversas expediciones en África Oriental. Posteriormente fueron las únicas tropas en tierra que recibieron disparos de los defensores. Las tropas de Raikes estaban equipadas con dos armas Maxim y un cañón de nueve pulgadas y se posicionaron cerca de la aduana. El sultán intentó que el cónsul estadounidense, Richard Dorsey Mohun, reconociera su entronación, pero recibió como respuesta que «como la subida al trono no fue ratificada por el gobierno de Su majestad, era imposible responderle».
Cave siguió enviándole mensajes a Khalid para que ordenara a sus tropas que se rindieran, dejasen el palacio y volvieran a sus casas. Sin embargo, estos fueron ignorados y Khalid respondió que se autoproclamaría sultán a las 15:00. Cave informó que eso constituiría un acto de rebelión y que su sultanato no sería reconocido por el gobierno británico. A las 14:30, el sultán Hamad fue enterrado y exactamente treinta minutos más tarde, en palacio, se proclamó la sucesión de Khalid. Cave, que no podía abrir fuego sin el permiso del gobierno, telegrafió el siguiente mensaje al Ministerio de Asuntos Exteriores del gobierno de Robert Gascoyne-Cecil en Londres: «¿Está autorizado, en caso de que todos los intentos de solución pacífica fueran inútiles, abrir fuego sobre palacio?». Mientras tanto, Cave informó a los demás cónsules extranjeros de que todas las banderas deberían ondear a media asta en memoria de Hamad. La única que no lo hizo fue la gran bandera roja del palacio de Khalid. El cónsul también pidió a los demás que no reconocieran a Khalid como sultán y todos estuvieron de acuerdo.

## 26 de agosto

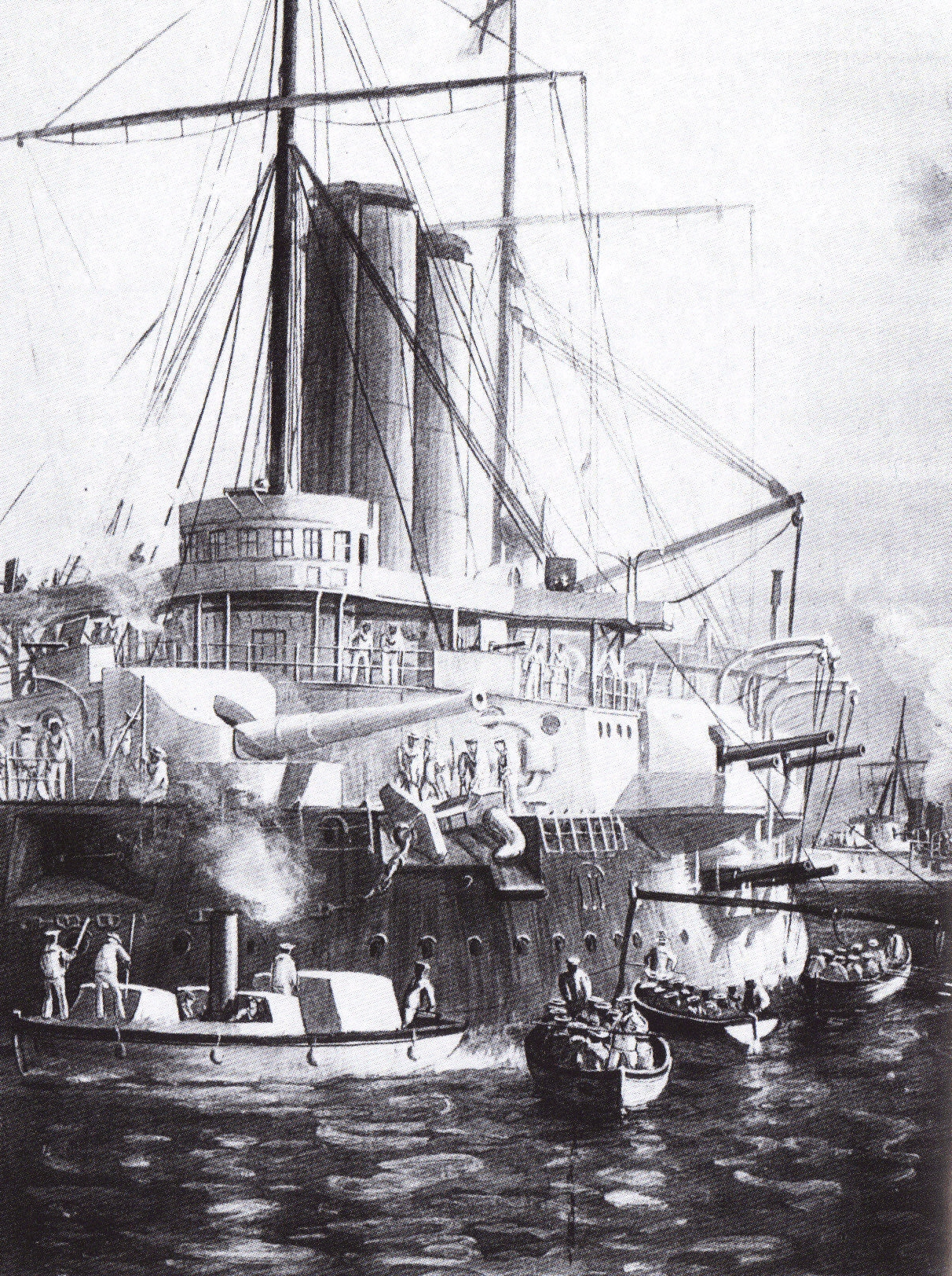
HMS St George y HMS Philomel en el puerto.

A las 10:00 del 26 de agosto, el crucero HMS Racoon llegó a Ciudad de Zanzíbar y echó amarras en fila tras el Thrush y el Sparrow. A las 14:00, el crucero protegido de classe Edgar HMS St George, buque insignia de la estación de El Cabo y África Oriental, atracó en el puerto. A bordo iba el contralmirante Harry Rawson, acompañado por algunos fusileros y marineros británicos. Casi al mismo tiempo, llegó la respuesta del marqués de Salisbury que autorizaba a Cave y a Rawson a utilizar los recursos a su disposición para echar a Khalid del poder. El telegrama decía: «Están autorizados a adoptar cualquier medida que consideren necesarias y serán apoyados en sus acciones por el Gobierno de Su Majestad. Sin embargo, no intenten realizar acciones que no estén seguros de culminar con éxito».
Cave intentó negociar de nuevo con Khalid, sin éxito, y Rawson envió un ultimátum exigiéndole que bajase la bandera y abandonara el palacio antes de las 9:00 del 27 de agosto o abriría fuego. Por la tarde, como medida de seguridad, todos los barcos mercantes salieron del puerto y las mujeres y los niños fueron llevados al St. George y a un barco de la Compañía de Navegación a Vapor Anglo-India. Esa noche, el cónsul Mohun anotó que «el silencio que había en Zanzíbar era aterrador. Normalmente se oían tambores sonando o bebes llorando, pero esa noche no había absolutamente ningún sonido».

## 27 de agosto

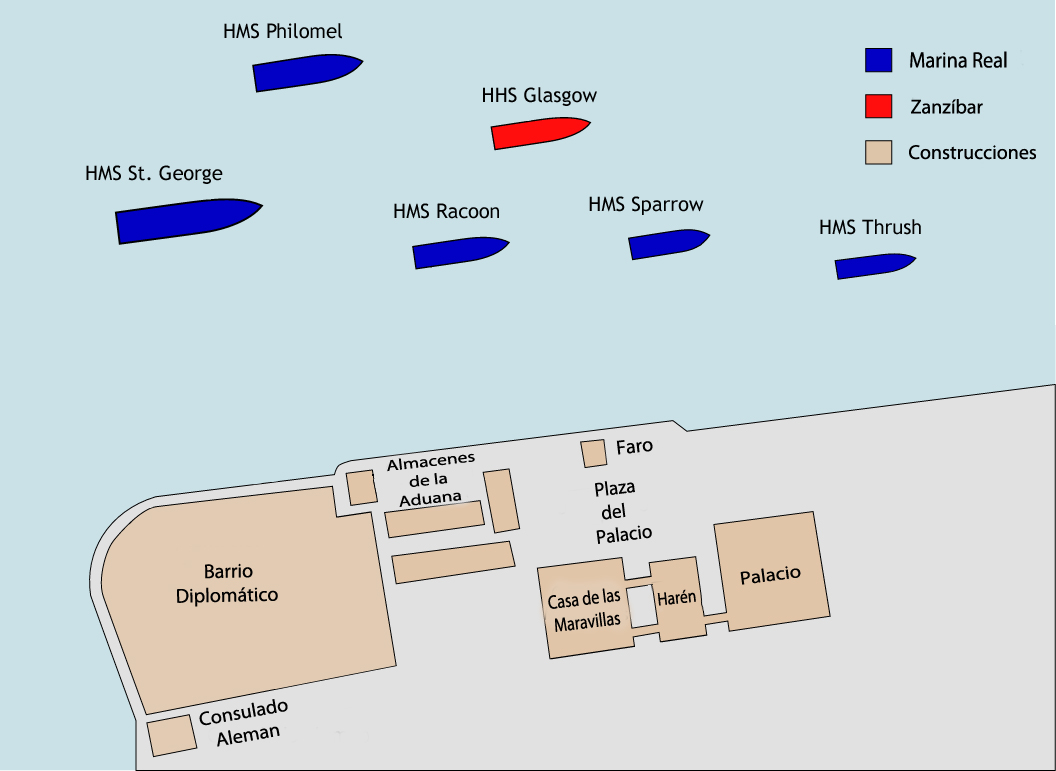
Disposición de las fuerzas navales a las 9:00

A las 8:00 del 27 de agosto, después de que un mensajero enviado por Khalid hubiera solicitado una conversación con Cave, el cónsul le respondió que solo lo tratarían con indulgencia si se ajustaba a los términos del ultimátum. A las 8:30, otro mensajero de Khalid declaró que «Nosotros no tenemos ninguna intención de retirar nuestra bandera y no creemos que abran fuego sobre nosotros», a lo que Cave respondió con «Nosotros no queremos abrir fuego, pero a no ser que haga lo que le fue dicho, lo haremos». A las 8:55, tras no haber recibido respuesta de palacio, a bordo del St. George, Rawson hizo la señal de «prepararse para la acción».
Exactamente a las 9:00, el general Lloyd Mathews ordenó a los barcos británicos que iniciaran el bombardeo. Dos minutos más tarde, el Racoon, el Thrush y el Sparrow abrieron fuego contra el palacio simultáneamente. Con el primer disparo del Thrush se destruyó un cañón árabe de doce pulgadas. Defensores, sirvientes y esclavos, que sumaban un total de 3000 hombres, estaban presentes en palacio y, a pesar de tener barricadas de reja, sacos y caucho, hubo muchas bajas debido a los proyectiles explosivos. Aunque los informes iniciales decían que el sultán Khalid había sido capturado y enviado a la India, este escapó. Un corresponsal de Reuters relató que el sultán «huyó al primer tiro con todos los líderes árabes, pero que dejaron a sus esclavos y a sus seguidores para que siguieran luchando». Sin embargo, otras fuentes afirman que permaneció en palacio más tiempo. El bombardeo cesó alrededor de las 9:40, cuando el palacio y el harén anexo estaban incendiados, la artillería enemiga silenciada y la bandera del sultán derrumbada.
Durante el bombardeo hubo un pequeño enfrentamiento naval cuando, a las 9:04, el obsoleto Glasgow abrió fuego contra el St. George usando su armamento de siete armas de nueve pulgadas y una ametralladora Gatling, que era un regalo de la reina Victoria para el sultán. El contrataque causó el hundimiento del Glasgow, aunque, al estar cerca de puerto, se podían ver los mástiles. La tripulación del barco izó la bandera británica como símbolo de rendición y fueron rescatados por marineros británicos en lanchas a vapor. El Thursh también hundió dos lanchas a vapor que le había atacado con rifles. Asimismo se produjeron algunas luchas en tierra cuando hombres de Khalid dispararon contra askaris de Raikes, sin causar muchos daños, a medida que se acercaban al palacio. La lucha acabó con el fin del bombardeo. Los británicos controlaban la ciudad y el palacio y, por la tarde, Hamud ibn Mohammed de Zanzíbar, un árabe favorable a los británicos, subió al trono como sultán con unos poderes muy reducidos. Los barcos y la tripulación británica dispararon cerca de 500 bombas, 4100 cartuchos de ametralladora y 1000 cartuchos de rifles durante la contienda.

## Resultado

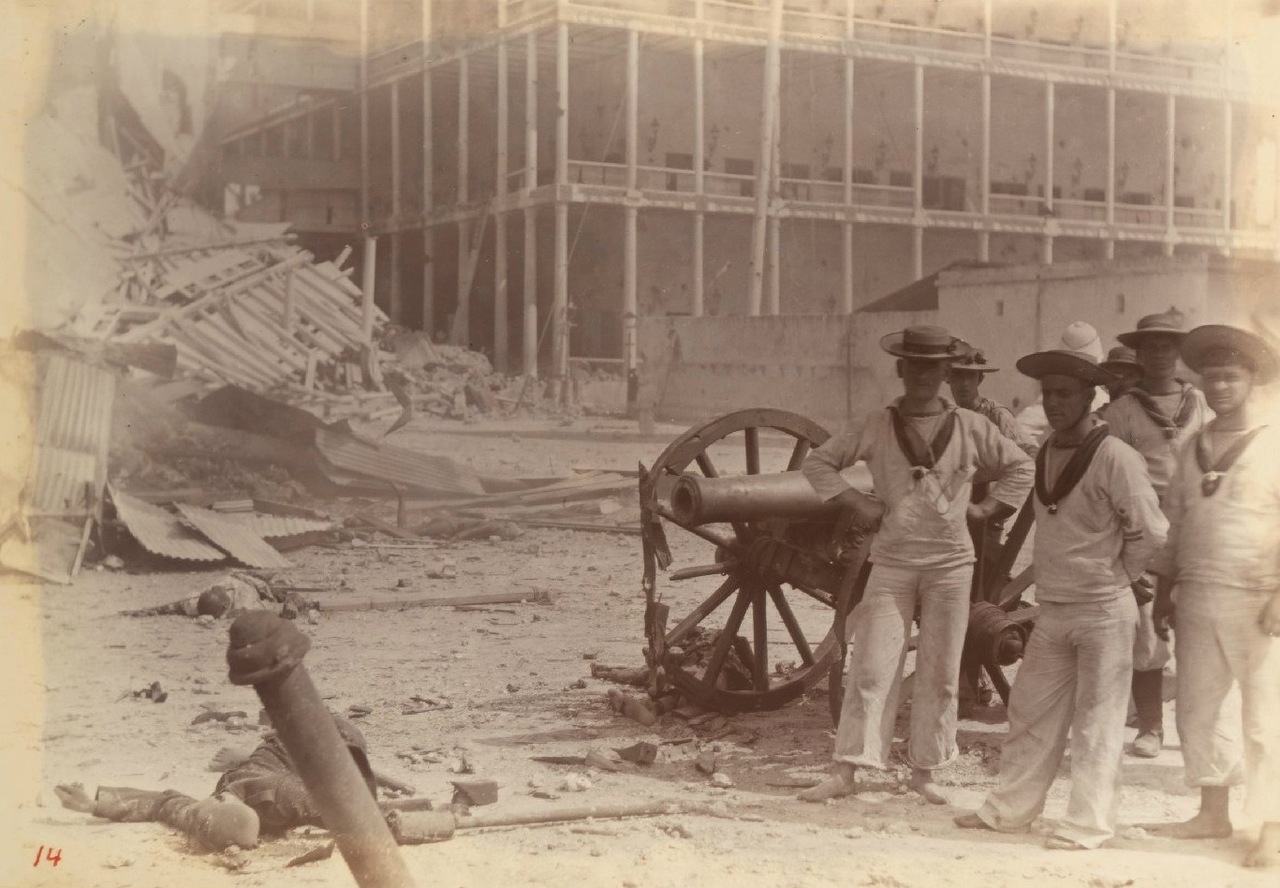
Marineros británicos posan con un cañón capturado.

Aproximadamente 500 hombres y mujeres zanzibaríes murieron o fueron heridos durante el bombardeo, sobre todo por el fuego que se provocó en el palacio. Se desconoce, de entre los fallecidos, cuál es el número exacto de combatientes, pero se sabe que el ejército de Khalid fue «diezmado». No hubo muertos entre los británicos pero sí un sargento gravemente herido que se encontraba a bordo del Thrush y que se recuperó posteriormente. Aunque la mayor parte de la población de la ciudad se encontraba en la parte británica, la parte india sufrió saqueos y cerca de veinte personas murieron en medio del caos. Para restaurar el orden, se trajeron 150 tropas británicas sij desde Mombasa para patrullar las calles. Los marineros del St. George y el Philomel desembarcaron para formar un «cuerpo de bomberos» y contener el incendio que se había extendido a las cabañas próximas. Hubo cierta preocupación porque el fuego llegara a los almacenes de la aduana, ya que estos contenían explosivos. Sin embargo, no ocurrió nada.
El sultán Khalid, el capitán Saleh y cerca de cuarenta seguidores se refugiaron en el consulado alemán tras su fuga de palacio, donde fueron protegidos por diez marineros y fusileros alemanes armados. Mientras tanto, Mathews posicionó hombres en los alrededores del consulado para capturarlos si intentaban huir. A pesar de las solicitudes de extradición, el cónsul se negó a entregar a Khalid a los británicos, ya que el tratado de extradición entre su país y el Reino Unido excluía específicamente a los presos políticos. Por su parte, el cónsul prometió enviar a Khalid al África Oriental Alemana, para evitar que «pusiera un solo pie en Zanzíbar». A las 10:00 del 2 de octubre, el SMS Seeadler de la Marina Imperial alemana llegó a puerto. Con la marea alta, uno de los botes del Seeadler llegó hasta la puerta del jardín del consulado y Khalid entró directamente en el barco de guerra alemán y, por tanto, era libre. Posteriormente, fue llevado al Seedaler y de ahí a Dar es Salaam en el África Oriental Alemana. Khalid fue capturado por las fuerzas británicas en 1916 durante la Campaña del África Oriental de la Primera Guerra Mundial y fue exiliado a las Seychelles y a la isla Santa Elena antes de que se le permitiera regresar al África Oriental, donde murió, en Mombasa en 1927. Los seguidores de Khalid fueron castigados a pagar las reparaciones para así cubrir el coste de la munición empleada contra ellos y los daños causados por los saqueos, que sumaban 300 000 rupias.
El sultán Humud era leal a los británicos y fue un títere para un gobierno esencialmente británico que mantenía el sultanato solo para evitar los costes que supondrían administrar Zanzíbar directamente como una colonia de la Corona británica. Varios meses después de la guerra, Hamud, con el apoyo británico, abolió la esclavitud en todas sus formas. La emancipación de los esclavos requería que se presentaran en una oficina del gobierno, lo que fue un proceso lento ya que en diez años solo se liberaron 17 293 esclavos para una población estimada de 60 000 en 1891.

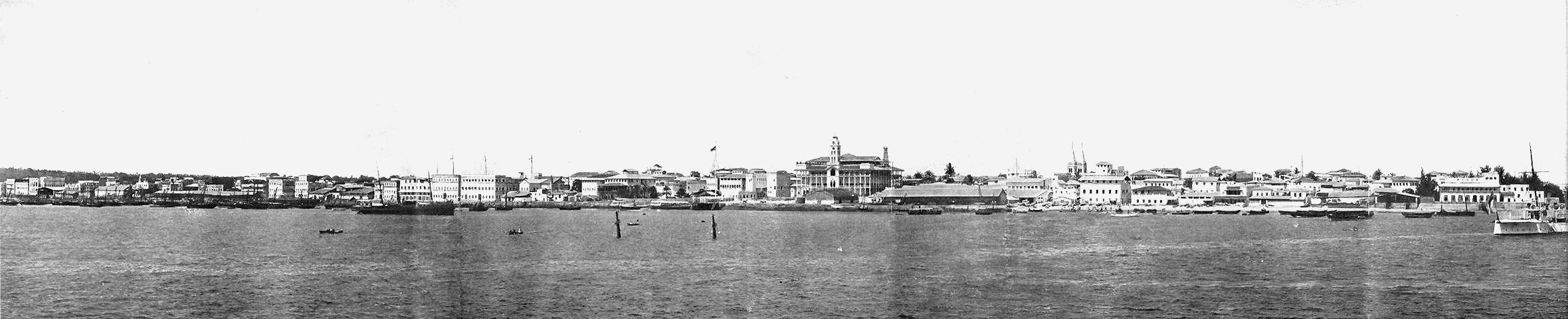
Los mástiles del barco hundido, el HHS Glasgow, pueden verse en esta foto panorámica de Ciudad de Zanzíbar realizada en 1902 en dirección este. El palacio es el edificio blanco con una torre y muchos balcones en mitad de la fotografía. El harén del palacio estaba a la izquierda y los edificios del consulado, a la derecha.

El complejo palaciego quedó muy dañado y completamente alterado por la guerra. El harén, el faro y el palacio fueron demolidos debido a que los bombardeos dañaron seriamente su estructura. El lugar se convirtió, entonces, en una área de jardines y el nuevo palacio se levantó en el lugar que antes ocupaba el harén. El palacio ceremonial apenas recibió daños y se convertiría más tarde en la sede del secretariado de las autoridades del gobierno británico. Durante los trabajos de restauración del palacio ceremonial en 1897, se construyó una torre de reloj en frente del edificio para sustituir al faro destruido durante el bombardeo. Los restos del Glasgow permanecieron en el puerto enfrente del palacio y, cuando la marea estaba baja, se podían ver los mástiles. No obstante, estos fueron convertidos en chatarra en 1912.
Los protagonistas británicos fueron elogiados por los gobiernos de Londres y Zanzíbar debido a sus acciones antes y durante la guerra y, de hecho, muchos recibieron condecoraciones y ascensos. El general Raikes, líder de los askaris, fue condecorado con la primera clase de la Orden de la Estrella Brillante de Zanzíbar el 24 de septiembre de 1896, con ser miembro de primera clase de la Orden de Hamondieh el 25 de agosto de 1897 y, posteriormente, fue ascendido a comandante del ejército zanzibarí. Por su parte, el general Mathews, comandante del ejército de Zanzíbar, fue condecorado como miembro de la Orden de Hamondieh el 25 de agosto de 1897 y se convirtió en primer ministro y tesorero del gobierno de Zanzíbar. El cónsul Basil Cave recibió la Orden del Baño el 1 de enero de 1897 así como un ascenso a cónsul general el 9 de julio de 1903. Harry Rawson también fue galardonado con la Orden del Baño por su trabajo en Zanzíbar y, más tarde, se convirtió en gobernador de Nueva Gales del Sur en Australia y fue ascendido a almirante. Asimismo, fue nombrado miembro de primera clase de la Orden de la Estrella Brillante de Zanzíbar el 8 de febrero de 1897 y de la Orden de Hamondieh el 18 de junio de 1898.

## Duración
Está considerada la guerra más corta de la historia. No obstante, la duración varía según los autores: 38, 40, y 45 minutos aunque la de 38 minutos es la más frecuentemente citada. Esta variación se debe a la confusión sobre qué hecho supone el inicio o el fin de una guerra. Algunos historiadores sostienen que la guerra empezó con la orden de abrir fuego a las 9:00 y otros que cuando se produjeron los disparos, a las 9:02. El final de la guerra se suele situar a las 9:40, cuando se realizaron los últimos disparos y la bandera del palacio cayó, aunque ciertas fuentes indican que fue a las 9:45. Los libros de registro de los barcos británicos también tienen diferentes versiones ya que mientras que el St. George indica que el alto al fuego y la entrada de Khalid en el consulado alemán sucedieron a las 9:35, el Khalid indica que fue a las 9:40, el Racoon a las 9:41 y el Sparrow a las 9:45.